# En camping-car
En camping-car est un essai autobiographique publié aux Éditions du Seuil par Ivan Jablonka en 2018, qui raconte ses vacances d’enfant à bord du Combi Volkswagen familial dans les années 1980.

## Le Combi
Jablonka fait le portrait du Combi comme un « mode de voyager, de penser le monde et d’inventer sa liberté ». En évoquant l’histoire du camping-car Volkswagen depuis les années 1950 (usine de Wolfburg, Flower Power), son organisation intérieure et l’indépendance qu’il permettait, il explique pourquoi ce dernier est devenu un utilitaire à succès ainsi qu’un objet culte, comme Roland Barthes l’avait fait pour la DS de Citroën dans Mythologies.

## Les voyages
Les régions et pays visités par la famille de l’auteur entre 1982 et 1988 sont : la Corse, le Portugal, l’Espagne, la Grèce, la Sicile, l’Italie, le Maroc, la Turquie. Dans la mesure où les voyages en camping-car apportaient à l’enfant l’« émoi du dépaysement » et le sensibilisaient à la « richesse de l’altérité » (p. 132), le livre appelle chacun « à méditer sur l’exil, la tolérance, le respect de l’autre ». Par l’éloge qu’il fait du déplacement, En camping-car relève de la littérature de voyage, à l’instar des romans de Jack London ou de L’Usage du Monde de Nicolas Bouvier. Le bonheur que suscitent ces voyages méditerranéens est ambigu, en raison de l'histoire familiale tragique racontée dans Histoire des grands-parents que je n'ai pas eus. Le livre propose donc « une autre façon de parler de soi ».

## Sociologie et littérature
Le livre se présente comme une « socio‐histoire » (p. 129) de l’enfance de l’auteur. En effet, il analyse les stratégies de classe qui s’expriment à travers les choix de vacances, dans le prolongement de Veblen ou de Bourdieu par exemple. En outre, il brosse « la fresque solaire d’un monde disparu, celui des années 1980 » (Guide du routard, vignettes automobiles, Walkman, chansons de Renaud, élargissement de l’Europe…). Dans le récit, on observe une alternance entre l’individuel et le sociétal, « l’historien vraiment collectif [faisant le récit] d’une enfance vraiment singulière ». En ce sens, comme l’écrit Claude Combet, le livre « relève à la fois de la littérature – c’est un récit d’enfance – et du manuel de sociologie sur les Trente Glorieuses ».

## Distinctions
L’ouvrage a reçu le prix Essai France Télévisions en 2018.